# J. F. Powers
James Farl Powers (* 8. Juli 1917 in Jacksonville, Illinois; † 12. Juni 1999 in Collegeville, Minnesota) war ein US-amerikanischer römisch-katholischer Schriftsteller.

## Leben
Powers schrieb Romane und Kurzgeschichten, die überwiegend auf das Leben in der katholischen Kirche der Mittelwest-Staaten Amerikas bezogen waren; oft sind seine Protagonisten Priester. Powers hat in seinem Leben wenige Werke geschrieben, aber dafür hohes Ansehen in den literarischen Kreisen der Vereinigten Staaten und England geerntet. Er gilt als Meister der Satire und der Darstellung der katholischen Kultur Amerikas nach dem Zweiten Weltkrieg bis hin zum Zweiten Vatikanum und darüber hinaus. Flannery O’Connor, Evelyn Waugh und Walker Percy lobten sein Werk in Interviews und Frank O’Connor erklärte ihn 1999 zu "einem der größten lebenden Erzähler." 
Power wuchs in einem katholischen Elternhaus auf und besuchte katholische Schulen. Einige seiner Klassenkameraden wurden Priester, aber er behauptete von sich, nie eine priesterliche Berufung vernommen zu haben. Seine ersten Erfahrungen als Schriftsteller machte er während eines Exerzitien-Kurses. In seinen Dialogen sind Momentaufnahme eines "klerikalen Idioms" seiner Zeit erhalten. Die 1947 veröffentlichte Sammlung von Kurzgeschichten unter dem Titel Prince of Darkness and Other Stories setzte den Ton, den Powers sein Leben lang auszeichnete. Fünf von den elf Geschichten hatten als Hauptgestalt einen katholischen Priester, der entweder todkrank oder vom Glauben abgefallen war. Die Spannung zwischen dem idealistischen, lauteren religiösen Ansatz und der Realität der gelebten priesterlichen Berufung im Gespräch mit Oberen, im Verhalten in der Sakristei und im Leben des Pfarrhauses hat Powers wiederholt beschäftigt. Er kritisiert die Trivialisierung des amerikanischen Alltags und der religiösen Gebräuche sowie die Verrohung der US-Gesellschaft ebenso wie den Karrierismus des Klerus, ohne jedoch zu moralisieren. Seine Kritik verdichtet er in symbolischer Form. In seinem Roman Morte d'Urban schildert er einen Priester, der sich wie ein PR-Manager verhält. Erst eine Verletzung, die ihm sein Bischof versehentlich zugefügt hat, bringt ihn auf den Pfad der Demut.
In seinem zweiten Roman, Wheat (Weizen), schildert Powers einen Priester beim Eintritt in das Priesterseminar und dann wieder als alter Mann. Beim Eintritt heißt es: Heiligkeit, es war der einzige Ehrgeiz, der sich für den Priester und daher für die Seminaristen lohnte. Heiligkeit war das Ziel im Leben aller Heiligen und der Punkt wo das Leben von allen herrlichen Heiligenleben zusammenkam, und das, wonach die ganze Welt schreit. Nach vielen Priesterjahren heißt es dann von Father Joe: Trotz allem, du weißt nie wirklich wie weit du es im geistlichen Leben gebracht hast; das ist das Höllische daran – nur Gott weiß es.
Powers bemühte sich um die Perspektive der Übergangenen oder Unterdrückten; öfters kommen diskriminierte Schwarzamerikaner vor. 
Als Kriegsdienstverweigerer im Zweiten Weltkrieg musste ein Jahr Gefängnishaft erdulden, nach seiner Entlassung im Jahr 1944 arbeitete er als Krankenpfleger. In einer etwa 20 Jahre andauernde Phase beginnend im Jahr 1951 wechselte er mit seiner Familie öfter den Wohnsitz zwischen Irland und den Vereinigten Staaten. Sein Werk wurde in The New Yorker sowie in kleineren literarischen Periodika veröffentlicht. Er war zuletzt Professor für Anglistik und Schreibkunst an der Saint John’s University in Collegeville, wo er starb.

## Ehrungen
Für seinen ersten Roman Morte d'Urban erhielt Powers das National Book Award im Jahr 1963. 1968 wurde er in die American Academy of Arts and Letters und 1997 in die American Academy of Arts and Sciences gewählt.

## Veröffentlichungen
- 1947: Prince of Darkness and Other Stories
- 1949: Cross Country. St. Paul, Home of the Saints.
- 1962: Morte d'Urban
- 1963: Lions, Harts, Leaping Does, and Other Stories
- 1969: The Presence of Grace
- 1975: Look How the Fish Live
- 1988: Wheat that Springeth Green
- 1991: The Old Bird, A Love Story
- 1999: The Stories of J. F. Powers